# Ellalink
EllaLink es un cable submarino de fibra óptica que une los continentes europeo y sudamericano con puntos de amarre en Sines en Portugal y Fortaleza en Brasil. Actualmente tiene la latencia más baja (<60 ms de retardo de ida y vuelta entre Portugal y Brasil) del mercado.
Durante más de 20 años no hubo rutas prácticas de transferencia directa de datos entre Europa y América del Sur. El único cable que unía los dos continentes era el Atlantis-2, que no se utilizaba para la transferencia de datos por Internet debido a su limitada capacidad.
Uno de los principales objetivos del proyecto era eludir a los Estados Unidos y su recolección de datos, ya que la ruta conecta Europa directamente con América del Sur; esta posición de hombre en el medio le dio a la Agencia de Seguridad Nacional de los EE. UU. la capacidad de espiar las comunicaciones europeas y sudamericanas. Fue considerado problemático por las partes interesadas de EllaLink.  En ese sentido, la entonces presidenta de Brasil, Dilma Rousseff, dijo en 2014 que EllaLink sería central para "garantizar la neutralidad" de Internet, mostrando su deseo de bloquear el tráfico de Internet brasileño de ser accedido para actividades del gobierno de Estados Unidos.
El cable se inauguró el 1 de junio de 2021 y proporciona una ruta de datos directa entre Portugal y Brasil.

## Premios
EllaLink ha recibido los siguientes premios:
2022 - Premio Europeo de Banda Ancha, Premio Juri 2022 - El proyecto EllaLink es un proyecto internacional transfronterizo que ofrece una plataforma óptica de alta capacidad en una ruta transatlántica única.
2020 - Premio Global Carrier en la categoría "Mejor Proyecto submarino del año".
2020 - Premio CC-Global 2020: PREMIO ESPECIAL GCCM - Mejor Proyecto del año, Redes submarinas
2019-  Premio Global Carrier en la categoría "Redes Submarinas - Proyecto del año"

## Historia
EllaLink se formó en 2012. El proyecto comenzó en 2015. En 2017 se adjudicó el contrato de suministro a Alcatel Submarine Networks. El proveedor de capital Marguerite se convirtió en patrocinador en 2018.
La fabricación del cable comenzó en 2019;  la instalación del cable comenzó en diciembre de 2020. Se utilizaron dos barcos (Ile de Brehat e Ile de Sein) para tender el cable y sus ramificaciones. La instalación del cable finalizó el 28 de febrero de 2021. El buque Ile de Sein tendió el último empalme universal de cables que une el ramal brasileño dejado por Ile de Brehat el 1 de febrero de 2021 y el ramal europeo.